# Šikara
Šikara je degradacijski stadij šuma. Zbog nepovoljnih uvjeta kao što su: bura, kisele kiše, negativno djelovanje čovjeka i životinja dolazi do degradacije šuma. U kontinentalnim krajevima, šuma degradira u šikaru, a u mediteranskim krajevima u makiju i garig. 
Šikara je prvi degradacijski stadij kontinentalnih šuma. Obično nastane iz šuma panjača. Nema razlike u slojevima (etažama) drveća i grmlja. Dominira grmlje, a stabla su u manjini (obično izbojci iz panja). Šikare mogu nastati zbog prekomjernog broja ovaca i koza, koje brste izbojke mladih biljaka u šumi te zbog prekomjernog broja divljači. Pomladak se ne može razviti u stabla, nego nastane grmlje. Daljnom degradacijom šikare nastane šibljak, a još daljnjom degradacijom goli kamen, vriština ili bujadara. Najveću štetu od životinja čini koza, jer radije jede lišće, izbojke i pupoljke šumskog drveća, nego travu i korov. Još je 1929. donijet Zakon o šumama u kojem se među ostalim, zabranila ispaša koza u šumi.